# Komar (herb szlachecki)
Komar – polski herb szlachecki.

## Opis herbu
Opis zgodnie z klasycznymi regułami blazonowania:
W polu czerwonym biały krzyż kawalerski prosto stoi, pod nim lilia biała na dół obrócona. Labry czerwone, podbite srebrem. W klejnocie trzy strusie pióra.

## Herbowni
Na podstawie sumariusza heraldycznego opracowanego przez Tadeusza Gajla herbem Komar pieczętują się następujące rodziny:
Komar, Komarowicz, Komarowski, Komirowicz, Komorowicz, Zabożyński.